# Касмусса, Василий Георгий
Василий Георгий Касмусса (26.10.1938 г., Ирак) — архиепископ Мосула Сирийской католической церкви с 8 мая 1999 года по 26 июня 2010 год, протосинкелл Антиохийского патриархата Сирийской католической церкви c 1 марта 2011 года.

## Биография
Василий Георгий Касмусса родился 26 октября 1938 года в Ираке. 10 июня 1962 года был рукоположён в священника.
8 мая 1999 года Святейший Синод Сирийской католической церкви назначил Василия Георгия Касмуссу архиепископом Мосула. 9 декабря 1999 года Василий Георгий Гасмусса был рукоположён в епископа.
17 мая 2005 года архиепископ Василий Георгий Касмусса был похищен мусульманскими боевиками, которые потребовали за него выкуп в размере 200 тысяч долларов. Его похищение вызвало возмущение в иракском обществе. 18 января 2005 года он был освобождён без всякого условия.
1 марта 2011 года Римский папа Бенедикт XVI утвердил решение Святейшего Синода Сирийской католической церкви о назначении Василия Георгия Касмуссы протосинкеллом Антиохийского патриархата.